# Melanochromis auratus
Melanochromis auratus (меланохроміс ауратус, меланохроміс золотий, золота мбуна, золотий папуга) — вид окунеподібних риб родини цихлові (Cichlidae) групи Мбуна. Популярна акваріумна рибка.

## Поширення та місця існування
Вид є ендеміком прибережних зон озера Малаві. Мешкає у південній частині озера біля західних берегів зі скелястими ділянками.

## Зовнішній вигляд
Риби невеликих розмірів, досягає 11 см, інколи більше. Характерні видовжена морда з округлим, вузьким ротом і суцільний спинний плавець. Для дорослих особин характерний статевий диморфізм, який починає проявлятися після 7-9 місяців.
Самка переважно золотистого кольору з поздовжніми смугами на спині, обрамлені золотою облямівкою. Хвіст білий з чорними плямами на верхній частині, а частина золотиста. Інші плавці також золотистого кольору. У самців основна частина тулуба чорна, верхня частина від жовто-золотого до світло-жовтого, вздовж всього тіла проходить срібляста з синім полиском смуга. Анальний і черевний плавці чорні з синьої облямівкою.
Молоді особини мають золотистий живіт і верхню частину тіла з трьома чорними горизонтальними смугами. Забарвлення хвостового плавця подібне на плавець самки, хоча інколи він має горизонтальні смуги, а не декілька плям.

## Утримання в акваріумі
Мінімальний об'єм акваріума від 100 л, найкращим варіантом будуть ємності від 200 л і більше. Температура 23-28 °C, кислотність (рН) 7,7-8,6, твердість (dH) 6-10°. Таким чином, крім високої мінералізації вода повинна бути лужної реакції. Необхідно забезпечити якісну фільтрацію та регулярну часткову заміну води (від 20 до 50% в залежності від біологічного навантаження). В акваріумі необхідно створити кам'янистий рельєф із великою кількістю печер, гротів та інших укриттів з каміння.
Ці риби активно плавають в усіх шарах води акваріума. Риби досить агресивні, особливо по відношенню до особин свого виду. Не варто їх утримувати з мирними рибами. Частіше за все тримають в акваріумі з іншими видами цихлід. Краще за все меланохромісів тримати групами з одного самця та декількох самок. Домінуючий самець буде нападати на іншого, особливо якщо розміри акваріума будуть недостатньо великими. У період нересту самки також стають агресивними.

## Живлення
Цей вид цихлід переважно рослиноїдний, тому повинні отримувати щоденно невеликі порції свіжого або замороженого рослинного корму, бажано декілька разів на день. Як основний продукт живлення рекомендується водорость спіруліна. Можливе також годування риб сухими кормами, спеціально призначеними для малавійських цихлід.

## Розмноження
Статевої зрілості досягають в 9-12 місяців. Нереститись самка може у загальному акваріумі, відкладену ікру відразу збирає та виношує в роті. Самок, які від нерестилися, легко впізнати по характерному гортанному мішечку. Самка прожує піклуватися про мальків деякий час після вилуплення, у цей час вони ховаються в її роті. Плодючість частіше 20-40. Залишивши рот матері, мальки здатні самостійно живитись зоопланктоном, це відбувається на 17-26 день після вилуплення. Стартовий корм для мальків — коловертки, наупліуси, артемії або циклопи.